# Éverton Silva
Éverton José Modesto Silva, mais conhecido como Éverton Silva (São João de Meriti, 4 de agosto de 1988), é um futebolista brasileiro que atua como lateral-direito, meia e ponta. Atualmente está no Capital-DF.

## Carreira
De família humilde, Everton passou sua adolescência trabalhando como servente de pedreiro, ajudando seu pai.
Quando decidiu largar o ofício de servente para realizar o sonho de seu pai de ser jogador de futebol, passou nos testes da categoria de base do Botafogo. Depois, se transferiu ao Friburguense, onde se profissionalizou. Para ganhar experiência, foi emprestado ao Guanabara e ao Angra dos Reis, em 2007 e 2008, respectivamente. Em 2008, fez sua primeira participação no Campeonato Carioca, onde deixou boa impressão, principalmente na partida contra o Fluminense, no Maracanã, onde fez um gol (segundo o próprio, o mais bonito de sua carreira).
Suas boas atuações no Cariocão de 2008 o fizeram ser contratado por empréstimo pelo Flamengo no começo de 2009, para atuar pelas duas laterais e portanto ser o substituto imediato de Léo Moura e Juan. Assumiu a camisa 19 do rubro-negro e logo caiu nas graças do treinador Cuca. Mais do que uma opção de segundo tempo, tornou-se uma verdadeira arma tática com poder de mudar completamente uma partida. Fez mais de 25 jogos com a camisa rubro-negra em 2009 e atuou em 12 partidas no Brasileiro, ajudando a equipe a ser hexacampeã brasileira de futebol. Ao fim da temporada, com a ajuda de um investidor, que comprou do Friburguense 80% dos direitos econômicos de Everton Silva por R$ 500 mil e cedeu gratuitamente 20% ao clube, foi comprado pelo Flamengo junto ao Friburguense. Por falta de espaço no elenco, foi emprestado a Ponte Preta em setembro de 2010, até o fim da temporada, para disputar a Serie B do Campeonato Brasileiro. Irregulares Atuações e a má fase vivida do clube, encurtaram a passagem de Everton Silva pela Ponte Preta, sendo que antes do fim do contrato, foi liberado pela Macaca.
De volta ao Flamengo, no final de janeiro de 2011, Everton tomou um susto ao ter seu carro atingido na traseira por outro veículo. Logo em seguida, um terceiro carro não conseguiu frear e atingiu os outros dois. Everton não tinha habilitação à época, e por isso fugiu do lugar. Depois deste episódio, ele foi afastado do elenco e começou a ser emprestado para vários clubes. Chegou a fazer testes no CSKA Moscou, por indicação de Vágner Love. Acertou um empréstimo mesmo para o Boavista-RJ para a disputa do Carioca de 2011. No mesmo ano, foi emprestado ao Duque de Caxias, para a disputar a Série B do Campeonato Brasileiro. Sem espaço no rubro-negro, Everton Silva foi emprestado ao Atlético Goianiense. Foi emprestado no mesmo ano para o CRB. Everton Silva pediu para deixar o clube sem sequer ter estreado pelo time alagoano, argumentando não ter se adaptado. No mesmo ano ainda, foi emprestado ao ABC. Ainda sem espaço no Flamengo, em 2013, foi novamente emprestado ao Boavista-RJ. Foi indicado a disputa do prêmio de melhor lateral-direito do estadual. Voltou ao fim do campeonato para o rubro-negro, apesar da indicação, continuou encostado até o término do seu contrato, no final de 2013.
Acertou com a Chapecoense em 2014. Jogou no Paysandu em 2014 também.
Em 2015, Everton Silva acertou com o Red Bull Brasil até o fim do Paulistão 2015. Em abril de 2015, Everton Silva acertou com o Avaí até o final do ano.
Em 2016 acerta a sua volta para o Red Bull Brasil. Após o final do Paulistão, acertou com o Joinville.
Em dezembro de 2016, Everton Silva acertou para a temporada de 2017, com o Ceará.

## Estatísticas

### Flamengo
| Ano   | Jogos | Gols | Assistências | Cartão Amarelo | Cartão Vermelho |
| ----- | ----- | ---- | ------------ | -------------- | --------------- |
| 2009  | 27    | 0    | 4            | 8              | 0               |
| 2010  | 11    | 0    | 1            | 3              | 0               |
| Total | 38    | 0    | 5            | 11             | 0               |

## Títulos
Flamengo
- Taça Rio: 2009
- Campeonato Carioca: 2009
- Campeonato Brasileiro: 2009

Ceará
- Campeonato Cearense: 2017